# Ciîșkî, Pustomîtî
Ciîșkî (în ucraineană Чишки) este localitatea de reședință a comunei Ciîșkî din raionul Pustomîtî, regiunea Liov, Ucraina.

## Demografie
Componența lingvistică a localității Ciîșkî
     Ucraineană (99,3%)
     Alte limbi (0,66%)
Conform recensământului din 2001, majoritatea populației localității Ciîșkî era vorbitoare de ucraineană (99,3%), existând în minoritate și vorbitori de alte limbi.